# 恰戈達河

恰戈達河是俄羅斯的河流，位於列寧格勒州，屬於季戈達河的左支流，河道全長45公里，在列寧格勒州與諾夫哥羅德州接壤邊境的地方注入季戈達河。